# Edward Długajczyk
Edward Stanisław Długajczyk (ur. 1939) – polski historyk, specjalizujący się w politycznych i wojskowych dziejach Górnego Śląska w XX wieku.

## Życiorys
Ukończył filologię polską na Uniwersytecie Jagiellońskim, następnie na Uniwersytecie Śląskim uzyskał doktorat z historii w 1972 i habilitację w 1982. Pracownik Archiwum Państwowego w Katowicach, kierownik Zakładu Archiwistyki Instytutu Historii Uniwersytetu Śląskiego do 30 września 2009. Od tego momentu na emeryturze.
Z jego inicjatywy powstało czasopismo „Szkice Archiwalno-Historyczne”.

## Publikacje
- Górny Śląsk po powstaniach i plebiscycie (1977)
- Sanacja śląska 1926-1939: zarys dziejów politycznych (1983)
- Ludzie z bieruńskiego ratusza: rzecz o burmistrzach i radzie miejskiej w latach 1919–1939 (1989)
- Bieruń Stary w dokumentach archiwalnych: materiały do planu zagospodarowania przestrzennego z lat 1946–1947 (1990)
- Oblicze polityczne i własnościowe prasy polskiej w województwie śląskim 1922–1939 (1990)
- Trudne lata nadziei: Bieruń Stary 1945–1950 (1990)
- Podział Górnego Śląska w 1922 roku (1992)
- Tajny front na granicy cieszyńskiej: wywiad i dywersja w latach 1919–1939 (1993)
- Grupy Z i N : polskie przygotowania dywersji wojskowej w Niemczech w latach 1921–1925 (1997)
- Wywiad polski na Górnym Śląsku 1919–1922 (2001)
- Polska konspiracja wojskowa na Śląsku Cieszyńskim w latach 1919–1920 (2005)
- Pechowcy: księga afer szpiegowskich na Górnym Śląsku w okresie międzywojennym (2013)